# Chiesa dei Santi Pietro e Paolo (Roncegno Terme)
La chiesa dei Santi Pietro e Paolo è la parrocchiale di Roncegno Terme in Trentino. Risale al XV secolo.

## Storia

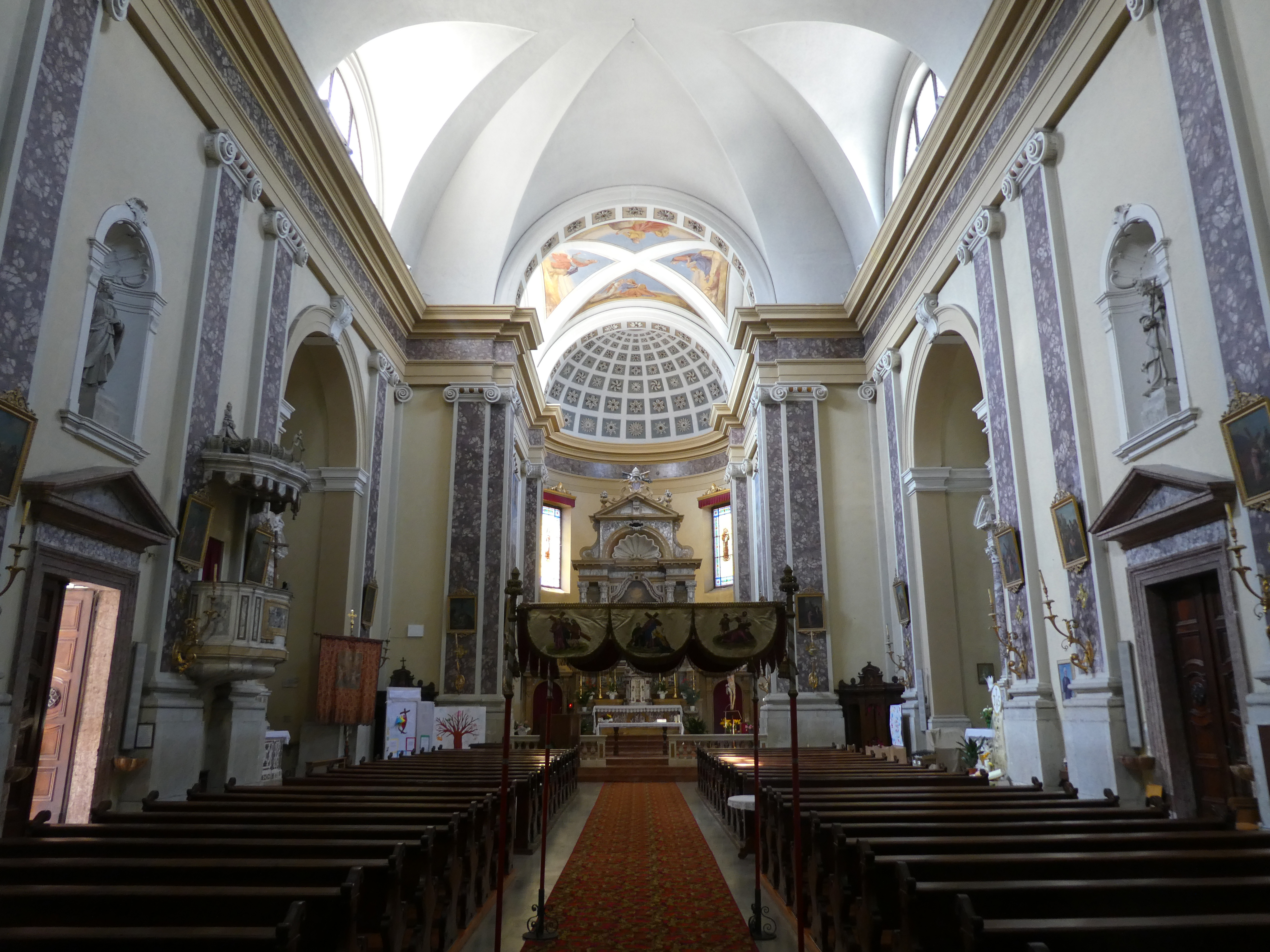
Interno

Il primo luogo di culto cattolico di Roncegno risale al 1413 circa e già nel 1461 ottenne la dignità parrocchiale distaccandosi dalla pieve di Borgo Valsugana, la chiesa della Natività di Maria.
Nei primi anni del XVI secolo la nuova parrocchia fu oggetto di un'importante ricostruzione per ampliarne le dimensioni e il suo orientamento venne disposto a occidente. Venne solennemente consacrata nel 1533.
Nuovamente, nel XVII e nel XVIII secolo fu oggetto di nuovi ampliamenti ai quali sembra abbia partecipato come progettista Tommaso Temanza di Venezia. A lavori ultimati la chiesa venne benedetta, nel 1773. Subito dopo gli interni vennero arricchiti con affreschi, in particolare sulle volte della sala e della sacrestia e sulle pareti presbiteriali.
Andrea Benedetto Ganassoni, arcivescovo ad personam di Feltre, consacrò la chiesa nel 1782 e solo quattro anni dopo, nel 1786, sotto l'aspetto della giurisdizione ecclesiastica, entrò a far parte della diocesi di Trento lasciando quella di Feltre.
Alla fine del XIX secolo venne eretta una nuova torre campanaria che in realtà comprese anche le strutture della precedente. L'inaugurazione del campanile con sette nuove campane fuse per l'occasione fu celebrata nel 1888. Seguirono altre decorazioni pittoriche nel catino absidale.
Durante il primo dopoguerra del XX secolo fu la facciata ad essere decorata con le immagini di San Pietro e San Paolo, mentre proseguirono le decorazioni anche negli interni.
Gli ultimi interventi importanti si sono avuti nel triennio 2013-2015 quando si è resa necessaria un'azione di consolidamento della torre campanaria. Questa è stata ancorata, ripulita, rivista in tutti gli intonaci e riparata nelle parti danneggiate e messa in sicurezza.

## Descrizione
La chiesa sorge in posizione dominante sull'abitato di Roncegno (Vila de Sòra) ed il suo interno è impreziosito da opere importanti. La pala dell'imponente altar maggiore in marmo raffigurante i Santissini Pietro e Paolo e la Trinità è attribuita a Francesco Guardi e nella sacrestia la Samaritana al pozzo è di Valentino Rovisi.